# Menthofuran
Menthofuran ist ein Aromastoff aus der Gruppe der Monoterpene. Er kommt als Naturstoff in Pflanzen wie der Pfefferminze vor und wirkt toxisch.

## Vorkommen

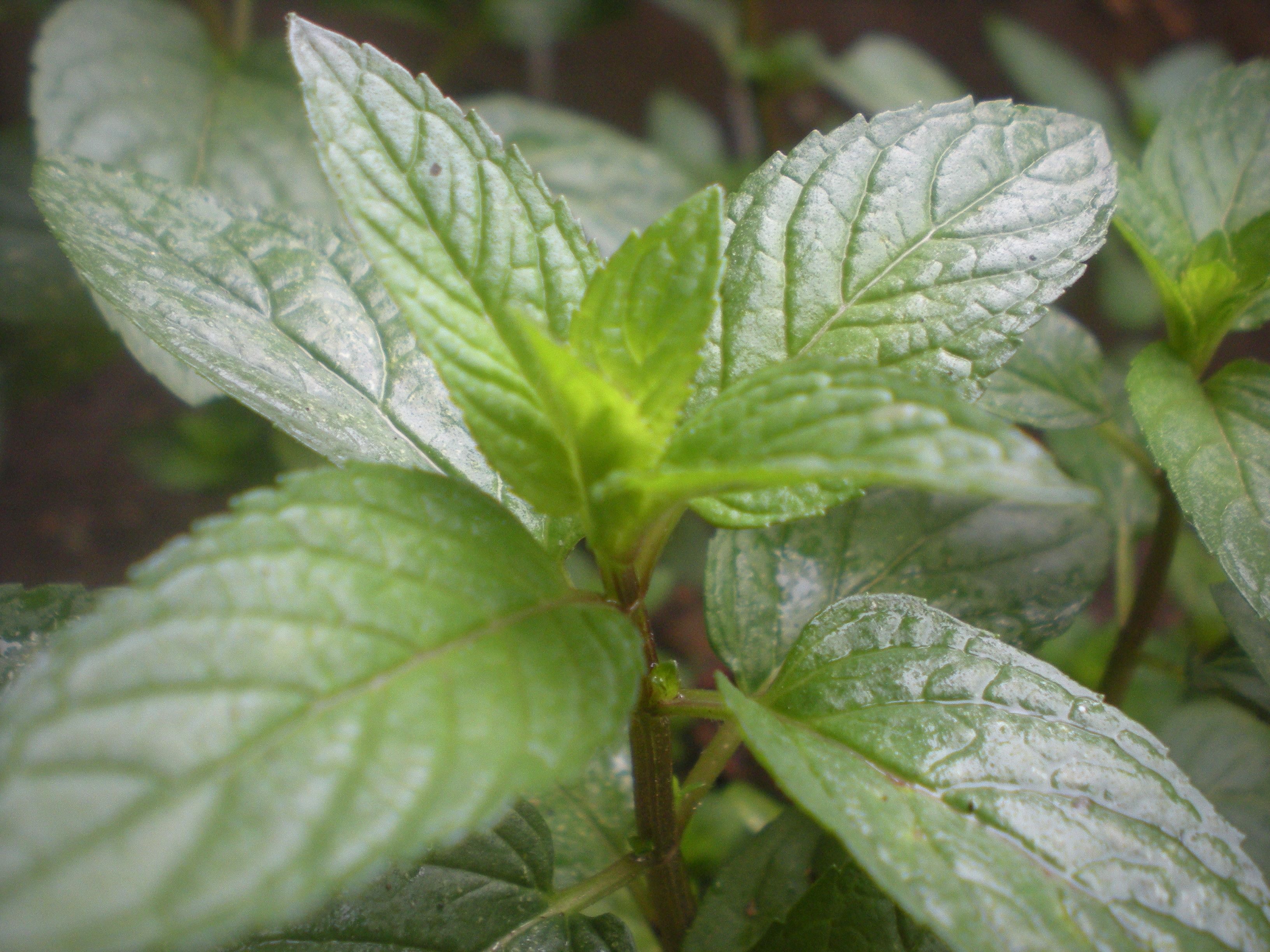
Pfefferminze (Mentha piperita)

Menthofuran ist auf natürliche Weise in bestimmten Lebensmitteln wie der Pfefferminze (Mentha piperita) enthalten. So ist es neben beispielsweise Menthol, Menthon, Isomenthon und Menthylacetat ein Bestandteil von Minzöl. Der Gehalt kann je nach Anpflanzungsgebiet stark variieren. Gaschromatographische Untersuchungen an Pfefferminzölen aus den USA, Kanada, Italien, England, Bulgarien, Südafrika, Argentinien, Niederlande, Polen und Spanien zeigten ein Spannweite des Gehalts von 0,3 bis 9,9 % des Minzöls an.

## Geschichte
Menthofuran wurde erstmals im Jahr 1957 von den deutschen Chemikern Heinrich Wienhaus und Hermann Dewein aus Pfefferminzblütenöl isoliert und charakterisiert. Dabei wurde das enthaltene Menthon zuerst als Semicarbazon abgeschieden, danach das Menthylacetat zu Menthol verseift und dieses mit dem schon vorhandenen Menthol mittels Borsäure zum entsprechenden Ester umgesetzt. Aus dem resultierenden Gemisch konnte das Menthofuran durch mehrfache Destillation gewonnen werden.

## Synthese
Die Synthese von (+)-Menthofuran kann ausgehend vom (+)-Pulegon erfolgen, wo im ersten Schritt durch Umsetzung mit rauchender Schwefelsäure in Acetanhydrid ein Sulton erhalten wird. Dessen Pyrolyse ergibt dann die Zielverbindung. Das Sulton kann auch photochemisch mittels UV-Licht zum Menthofuran umgesetzt werden.
Eine vierstufige Synthese geht vom 5-Methyl-1,3-cyclohexandion aus, welches im ersten Schritt mit 2-Chloracetessigsäureethylester zum 3,6-Dimethyl-4-oxo-4,5,6,7-tetrahydrocumaron-2-carbonsäureethylester kondensiert wird. Nach einer Esterverseifung und Decarboxylierung resultiert das 3,6-Dimethyl-4-oxo-4,5,6,7-tetrahydrocumaron. Im letzten Schritt führt eine Wolff-Kishner-Reduktion zur gewünschten Zielverbindung. Aus dieser Synthesesequenz resultiert das Racemat. Für die Herstellung der reinen Stereoisomere kann an der Carbonsäurezwischenstufe eine Enantiomerentrennung mittels Cinchonidin erfolgen.
Eine neuere, dreistufige Synthese startet mit der Alkylierung von 5-Methylcyclohexanon-2-carbonsäureethylester mit Ethyl-2-iodpropanoat. Eine anschließende Esterhydrolyse und Cyclisierung ergibt das 3,6-Dimethyl-2,4,5,6,7,7a-hexahydrobenzofuran-2-on. Eine Reduktionsreaktion mittels Lithiumaluminiumhydrid führt im letzten Schritt zum racemischen Menthofuran.

## Isomere
Menthofuran kann in zwei enantiomeren Formen (D- und L-Menthofuran) vorliegen.
| Isomere von Menthofuran |                    |                 |
| Name                    | D-Menthofuran      | L-Menthofuran   |
| Andere Namen            | (R)-Menthofuran    | (S)-Menthofuran |
| Andere Namen            | (+)-Menthofuran    | (−)-Menthofuran |
| Strukturformel          |                    |                 |
| CAS-Nummer              | 17957-94-7         | 80183-38-6      |
| CAS-Nummer              | 494-90-6 (unspez.) |                 |
| PubChem                 | 442478             | 7168192         |
| PubChem                 | 329983 (unspez.)   |                 |
| ChemSpider              | Q27107323          | Q27122109       |
| ChemSpider              | Q6817554 (unspez.) |                 |

## Eigenschaften
Der Aromastoff zählt als Toxin. Das (S)-Menthofuran weist eine minzartige Geruchsnote auf, wohingegen dem (R)-Menthofuran ein herbal fettiger Geruch zugeschrieben wird.

## Rechtliche Situation
Menthofuran wurde durch den Anhang III Teil A der europäischen Aromaverordnung (Verordnung (EG) Nr. 1334/2008) vom 16. Dezember 2008 erstmals mit aufgenommen. Der Aromastoff zählt somit zu den Stoffen, die Lebensmitteln nicht zugesetzt werden dürfen. In Anhang III Teil B werden die Höchstmengenbeschränkungen des natürlich vorkommenden Stoffes festgehalten. So dürfen alkoholische Getränke mit Minze oder Pfefferminze  höchstens 200 mg/kg Menthofuran enthalten, bei Kaugummis liegt der Grenzwert bei 1000 mg/kg, bei Süßwaren bei 500 mg/kg und bei sehr kleinen Süßwaren zur Erfrischung des Atems bei 3000 mg/kg.

## Gesundheitliche Risiken
Da Menthofuran als hepatotoxisch (lebergiftig) gilt, darf es keinen Lebensmitteln zugesetzt werden.

## Verwendung
Die Verbindung wurde früher zur Herstellung künstlicher Pfefferminzöle verwendet.